# Уряд Сирії
33°30′09″ пн. ш. 36°16′11″ сх. д. / 33.5025° пн. ш. 36.269616666667° сх. д.
Уряд Сирії — вищий орган виконавчої влади Сирії.

## Голова уряду
- Прем'єр-міністр — Імад Мухаммад Діб Хаміс (англ. Imad Muhammad Dib Khamis).
- Перший віце-прем'єр-міністр — генерал-лейтенант Фахд Ясім аль-Фурайдж (англ. Fahd Jasim al-Furayj).
- Віце-прем'єр-міністр — Валід аль-Муалем (англ. Walid al-Mualem).
- Віце-прем'єр-міністр — Умар Ібрагім Галаванджі (англ. Umar Ibrahim Ghalawanji).

## Кабінет міністрів
Склад чинного уряду подано станом на 27 липня 2016 року.
| Логотип | Міністерство                                                       | Міністр                                                              | Фото | Час на посаді | Час на посаді | Партія | Партія | Вебсайт |
| ------- | ------------------------------------------------------------------ | -------------------------------------------------------------------- | ---- | ------------- | ------------- | ------ | ------ | ------- |
|         | Міністерство вищої освіти                                          | Атіф Наддаф (Atif Naddaf)                                            |      |               |               |        |        |         |
|         | Міністерство внутрішньої торгівлі та захисту споживачів            | Абдалла аль-Гарбі (Abdallah al-Gharbi)                               |      |               |               |        |        |         |
|         | Міністерство внутрішніх справ                                      | генерал Мухаммад Ібрагім аль-Шаар (Muhammad Ibrahim al-Sha'ar)       |      |               |               |        |        |         |
|         | Міністерство водних ресурсів                                       | Набіль аль-Хасан (Nabil al-Hasan)                                    |      |               |               |        |        |         |
|         | Міністерство економіки та зовнішньої торгівлі                      | Адіб Маяла (Adib Mayalah)                                            |      |               |               |        |        |         |
|         | Міністерство електрики                                             | Мухаммад Зухейр Харбутлі (Muhammad Zuhair Kharbutli)                 |      |               |               |        |        |         |
|         | Міністерство житлово-комунального господарства                     | Хуссейн Арнус (Hussein Arnus)                                        |      |               |               |        |        |         |
|         | Міністерство житлово-комунального господарства і міського розвитку | Мухаммад Валід Газал (Muhammad Walid Ghazal)                         |      |               |               |        |        |         |
|         | Міністерство закордонних справ та експатріатів                     | Валід аль-Муалем (Walid al-Mualem)                                   |      |               |               |        |        |         |
|         | Міністерство інформації                                            | Мухаммад Раміз Турджуман (Muhammad Ramiz Turjuman)                   |      |               |               |        |        |         |
|         | Міністерство культури                                              | Мухаммад аль-Ахмед (Muhammad al-Ahmed)                               |      |               |               |        |        |         |
|         | Міністерство місцевого самоврядування                              | Хуссейн Махлуф (Hussein Makhluf)                                     |      |               |               |        |        |         |
|         | Міністерство нафти і мінеральних багатств                          | Алі Ганем (Ali Ghanem)                                               |      |               |               |        |        |         |
|         | Міністерство оборони                                               | генерал-лейтенант Фахд Ясім аль-Фурайдж (Fahd Jasim al-Furayj)       |      |               |               |        |        |         |
|         | Міністерство освіти                                                | Хазван аль-Вазз (Hazwan al-Wazz)                                     |      |               |               |        |        |         |
|         | Міністерство охорони здоров'я                                      | Нізар Вехбе Язіджі (Nizar Wehbe Yaziji)                              |      |               |               |        |        |         |
|         | Міністерство промисловості                                         | Ахмад аль-Хамо (Ahmad al-Hamo)                                       |      |               |               |        |        |         |
|         | Міністерство релігійних пожертв                                    | Мухаммад Абд аль-Саттар аль-Сайїд (Muhammad Abd al-Sattar al-Sayyid) |      |               |               |        |        |         |
|         | Міністерство розвитку управління                                   | Хассан аль-Нурі (Hassan al-Nuri)                                     |      |               |               |        |        |         |
|         | Міністерство соціальної політики і праці                           | Ріма аль-Кадірі (Rima al-Qadiri)                                     |      |               |               |        |        |         |
|         | Міністерство сільського господарства та аграрної реформи           | Ахмад аль-Кадрі (Ahmad al-Qadri)                                     |      |               |               |        |        |         |
|         | Міністерство телекомунікації та технології                         | Алі аль-Зафір (Ali al-Zafir)                                         |      |               |               |        |        |         |
|         | Міністерство транспорту                                            | Алі Хаммуд (Ali Hammud)                                              |      |               |               |        |        |         |
|         | Міністерство туризму                                               | Башар Ріяд Язігі (Bashar Riyad Yazigi)                               |      |               |               |        |        |         |
|         | Міністерство у справах президента                                  | Мансур Фадлаллах Аззам (Mansur Fadlallah Azzam)                      |      |               |               |        |        |         |
|         | Міністерство фінансів                                              | Мамун Хамдан (Mamun Hamdan)                                          |      |               |               |        |        |         |
|         | Міністерство юстиції                                               | Наджим Хамад аль-Ахмад (Najim Hamad al-Ahmad)                        |      |               |               |        |        |         |

### Державні міністри
| Посада                                               | Особа                               | Фото | Час на посаді | Час на посаді | Партія | Партія |
| ---------------------------------------------------- | ----------------------------------- | ---- | ------------- | ------------- | ------ | ------ |
| Державний міністр                                    | Абдалла Абдалла (Abdallah Abdallah) |      |               |               |        |        |
| Державний міністр                                    | Салва Абдалла (Salwa Abdallah)      |      |               |               |        |        |
| Державний міністр                                    | Вафіка Хосні (Wafiqa Hosni)         |      |               |               |        |        |
| Державний міністр                                    | Рафія Абу Саад (Rafia Abu Saad)     |      |               |               |        |        |
| Державний міністр у справах національного примирення | Алі Хайдар (Ali Haydar)             |      |               |               |        |        |